# Apis koschevnikovi
L'ape di Koschevnikov (Apis koschevnikovi, Enderlein, 1906), è un'ape diffusa in Malaysia e in Indonesia.

## Caratteristiche
Apis koschevnikovi è un'ape che si distingue per il colore rossiccio, che le ha valso anche il nome di "ape rossa". Questa specie fu dedicata dal suo scopritore a G.A. Koschevnikov, un entomologo russo autore di alcuni dei primi studi di morfometria delle api. Nel 1996, Guzman et al. hanno scoperto essere quest'ape parassitizzata da una specifica Varroa, la Varroa rindereri, la cui diffusione, come del resto quella del suo ospite, è limitata al solo Borneo. Nel 1999 Michael Engel ha definito quest'ape come una sottospecie dell'Apis cerana, assieme ad altre considerate specie a sé.